# Tequila e Bonetti
Tequila e Bonetti (Tequila and Bonetti) è una serie televisiva poliziesca statunitense con protagonista Jack Scalia.
In Italia la serie è stata trasmessa da Italia 1 nella prima serata del giovedì dal 24 giugno 1993.
Nel 2000, a otto anni dalla fine della serie, ha avuto un seguito italiano: Tequila & Bonetti.

## Trama
Nick Bonetti (Jack Scalia) è un poliziotto di New York di origini italiane, molto affezionato alla sua Cadillac ereditata da suo padre. Si trasferisce a Los Angeles dopo aver colpito per errore una ragazzina durante una sparatoria. Qui conosce i suoi nuovi partner: Tequila (un Dogue de Bordeaux), la poliziotta Angela Garcia (Mariska Hargitay) ed il Capitano Midian Knight (Charles Rocket).
La sua nuova vita non è facile a causa del rimorso per la ragazzina alla quale ha sparato ed anche perché non riesce ad adattarsi alle abitudini dei californiani, che trova alquanto bizzarre.
La serie ruota attorno alle investigazioni su vari crimini e sulle relazioni fra i personaggi.
Peculiare di questo telefilm è il fatto che gli spettatori sono in grado di sentire i pensieri del cane che, nel doppiaggio italiano, sono proposti con un forte accento napoletano.

## Episodi
| Stagione       | Episodi | Prima TV USA | Prima TV Italia |
| -------------- | ------- | ------------ | --------------- |
| Prima stagione | 12      | 1992         | 1993            |